# レイリア県
レイリア県（レイリアけん、Distrito de Leiria）は、ポルトガル中部に位置する県の1つ。北をコインブラ県と東はカステロ・ブランコ県とサンタレン県に、南は、リスボン県と接する。西は大西洋に面する。
レイリア県には、以下の16野地方自治体が属する。
- アルコバーサ（Alcobaça） - この街にあるアルコバッサ修道院は、ユネスコの世界遺産に登録されている。
- アルヴァイアジリ（Alvaiázere）
- アンシャオン（Ansião）
- バターリャ（Batalha） - この街にあるバターリャ修道院は、ユネスコの世界遺産に登録されている。
- ボンバラル（Bombarral）
- カルダジュ・ダ・ライーニャ（Caldas da Rainha）
- カシュタネイラ・ディ・ペーラ（Castanheira de Pêra）
- フィゲイロー・ドゥジュ・ヴィーニュシュ（Figueiró dos Vinhos）
- レイリーア（Leiria） - 県都
- マリーニャ・グランディ（Marinha Grande）
- ナザレ（Nazaré）
- オビドゥシュ（Óbidos）
- ピドロガオン・グランディ（Pedrógão Grande）
- ピニーシ（Peniche）
- ポンバル（Pombal）
- ポルトゥ・ディ・モシュ（pt:Porto de Mós）